# Institut für aktuelle Kunst im Saarland
Das Institut für aktuelle Kunst im Saarland an der Hochschule der Bildenden Künste Saar wurde im Jahr 1993 auf Initiative von Jo Enzweiler gegründet. Getragen wird es von einem Förderverein. Zweck des Instituts ist die Förderung von Künstlerinnen und Künstlern ebenso wie die Vermittlung von Kunst. Dazu sammelt und archiviert das Institut Daten über Künstlerinnen, Künstler und das Kunstgeschehen im Saarland. Das aufbereitete Informationsmaterial wird vom Institut über unterschiedliche Medien zur Verfügung gestellt. Neben der Publikationstätigkeit über Printmedien geschieht dies über Ausstellungen, Vorträge, Gespräche, kunstpädagogische Projekte, interdisziplinäre Workshops und Symposien. Darüber hinaus konzipiert, betreut und dokumentiert das Institut künstlerische Wettbewerbe. Besondere Schwerpunkte legt das Institut auf die Erarbeitung von Werkverzeichnissen von Künstlerinnen und Künstlern sowie die Inventarisierung von Kunstwerken im öffentlichen Raum, die nach 1945 im Saarland entstanden sind. Über zwei Internetlexika zur Kunst und zu Kunstschaffenden im Saarland und der Großregion werden der Öffentlichkeit Informationen zur Verfügung gestellt. Seit 2021 wird das Institut von Andreas Bayer geleitet.

## Laboratorium

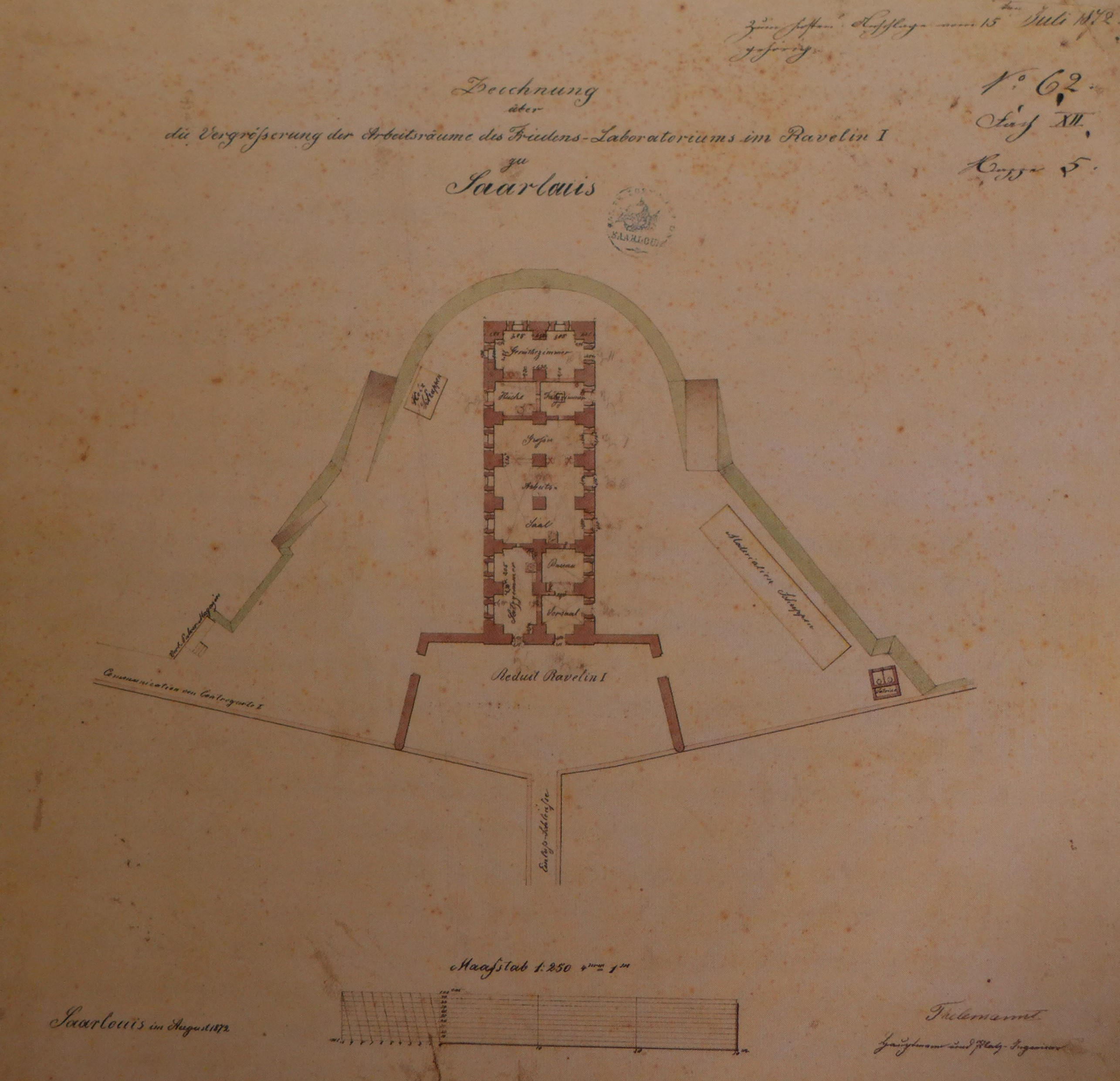
Zeichnung über die Vergrößerung der Arbeitsräume des Friedens-Laboratoriums im Ravelin I zu Saarlouis, Kolorierte Handzeichnung aus dem Jahr 1872 (Geheimes Staatsarchiv Preußischer Kulturbesitz, Berlin)

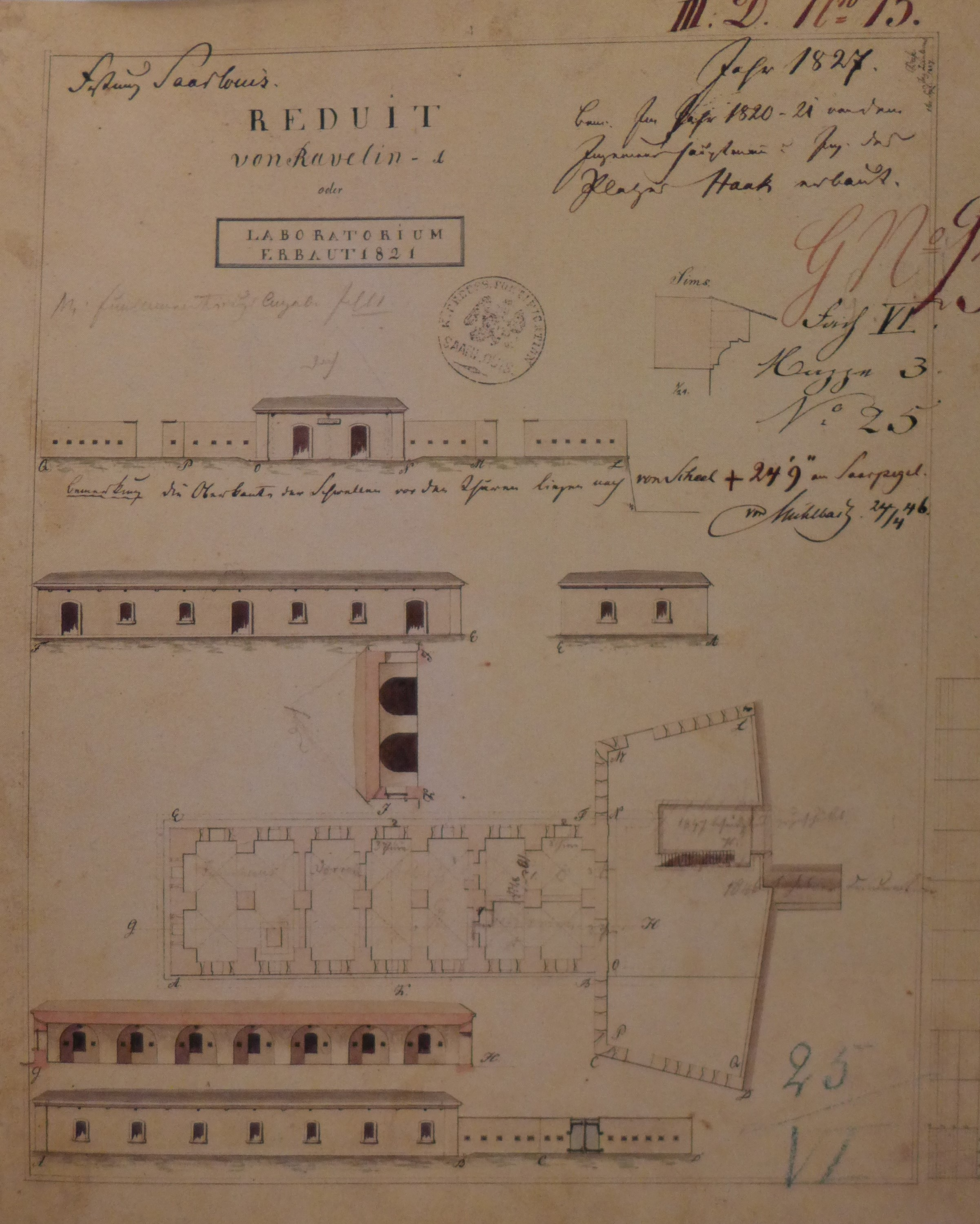
Reduit von Ravelin 1 oder Laboratorium erbaut 1821, Kolorierte Handzeichnung aus dem Jahr 1827 (Geheimes Staatsarchiv Preußischer Kulturbesitz, Berlin)

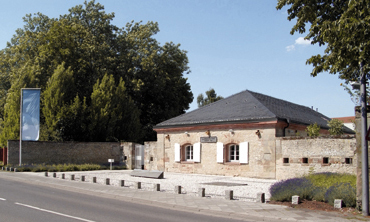
Institut für aktuelle Kunst im Saarland, Laboratoriumsgebäude, Äußeres bis 2014

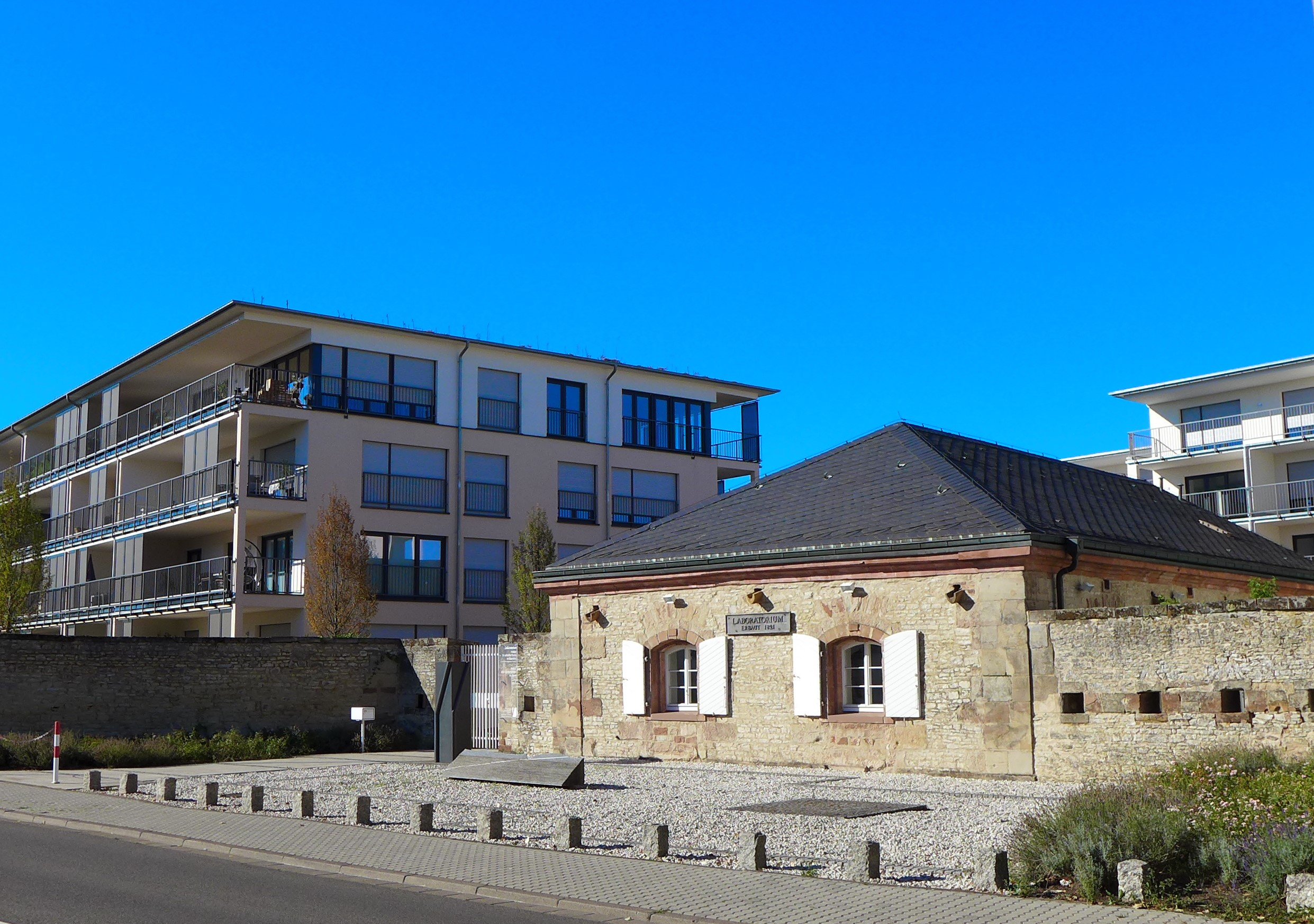
Institut für aktuelle Kunst im Saarland, Laboratoriumsgebäude nach der Fällung der Bäume und der Errichtung einer umfangreichen Wohn- und Geschäftsbebauung auf dem Gelände der ehemaligen Yildiz-Fabrik

Seinen Sitz hat das Institut für aktuelle Kunst in einem ehemaligen Laboratorium, dem ältesten noch erhaltenen Festungsbauwerk der Stadt Saarlouis aus königlich-preußischer Zeit. Das Gebäude, das ursprünglich der Schießpulverfabrikation der Artillerie diente, wird dem Institut von der Kreisstadt Saarlouis kostenlos zur Verfügung gestellt. Das Laboratoriumsgebäude wurde im Jahr 1821 als niedriger, massiver Reduitbau im dreieckigen Ravelin 1 errichtet. Hier wurden Zünder, Munition, Signalfeuer und Artilleriefeuerwerkskörper hergestellt. Der Gewölbebau konnte im Kriegsfall auch als selbständiger Wehrbau genutzt werden und war mit einem Erddach bedeckt. Während das Gebäude auf der Feldseite ursprünglich durch Erdwälle gegen Feindbeschuss geschützt war, sicherten auf der Festungseite krenelierte Mauern mit Gewehrschießscharten einen Rückzugsraum zwischen Gebäude und Hauptfestungsgraben für die Festungsverteidigung. Das Reduitgebäude verfügte zur Fabrikation von Schießpulver über Unterstellschuppen für Holz und sonstige benötigte Materialien sowie über eigene Latrinen für die dort arbeitenden Militärangehörigen. Ein unterirdisches Pulverlager befand sich im Ravelinwall. Im Jahr 1833 wurde das grasbewachsene Erddach durch ein verschiefertes Satteldach ersetzt. Das Areal war durch eine Grabenbrücke mit einer Einlass-Schleuse (Batardeau) mit der Festungsstadt Saarlouis verbunden. In Richtung des alten Flussbettes der Saar befanden sich als unmittelbare Nachbargebäude die Einrichtungen der Garnisonswäscherei. Nach der Aufgabe der Festungsanlage im Jahr 1889 infolge der Annexion des Reichslandes Elsaß-Lothringen wurde das Laboratorium als Lagerraum genutzt. Die Pläne für die Umgestaltung der ehemaligen Festungsareale lieferte der Kölner Baurat und Stadtplaner Josef Stübben. In den 1890er Jahren wurde der Graben zwischen dem Laboratorium und der Saarlouiser Innenstadt zugeschüttet und die Wallanlagen abgetragen.
Im Jahr 1929 siedelte sich auf dem das Laboratorium umgebenden Gelände die Firma "Jyldis, Türkische Tabak- u. Cigarettenfabrik Hugo Sternheimer, Inhaber John Sternheimer" an. Das Laboratoriumsgebäude wurde für Wohnzwecke umgebaut und bis in die 1950er Jahre als Wohngebäude für vier Familien genutzt. Als im Jahr 1935 die Nationalsozialisten auch im Saarland an die Macht kamen, musste die Familie Sternheimer emigrieren und ihre Saarlouiser Firma wurde "arisiert". Erst im Jahr 1947 konnte die Familie Sternheimer wieder die Saarlouiser Fabrikation übernehmen. Zur Herstellung der Packungen für ihre Zigaretten hatte die Familie Sternheimer bereits im Jahr 1922 die Astra-Werke in Saarlouis gegründet. Die Tabakfabrikation wurde im Jahr 1985 eingestellt. Die Astra-Werke arbeiteten danach noch als Kartonagen-Hersteller für andere Abnehmer weiter. Das Laboratoriumsgebäude wurde von den Astra-Werken im Jahr 1954 erworben. Beim Bau einer Werkshalle verlor das Laboratorium seine nördlichen Joche. Somit hatte das Gebäude nur noch eine Länge von ca. 20 m und eine Breite von ca. 11 m. Die Traufhöhe beträgt ca. 4 m. Die Kreisstadt Saarlouis erwarb im Jahr 1986 das heruntergekommene Gebäude von den Besitzern der Astra-Werke zu einem symbolischen Preis von einer DM und ließ es anschließend mit Hilfe des Städtebauförderungsprogrammes der Bundesrepublik Deutschland und des Saarlandes sanieren. Die Sanierungsmaßnahmen mussten ohne Kenntnisse der Architekturzeichnungen des Gebäudes erfolgen, die zu dieser Zeit noch unerschlossen im Zentralen Staatsarchiv der DDR in Merseburg gelagert wurden.
Nach dem Abriss der Werkshallen der ehemaligen Astra-Werke im Jahr 2014 entstanden im Jahr 2015 Wohn- und Geschäftshäuser auf dem Gelände und ein zusätzlicher größerer Neubau des Institutes für aktuelle Kunst ist momentan im Bau. Am 5. März 2017 wurden die zusätzlichen Institutsräume offiziell eingeweiht. Der Neubau beherbergt ein Schaulager für Künstlernachlässe, einen Studiensaal mit Bibliothek, eine Leih-Artothek sowie Ausstellungsräume.

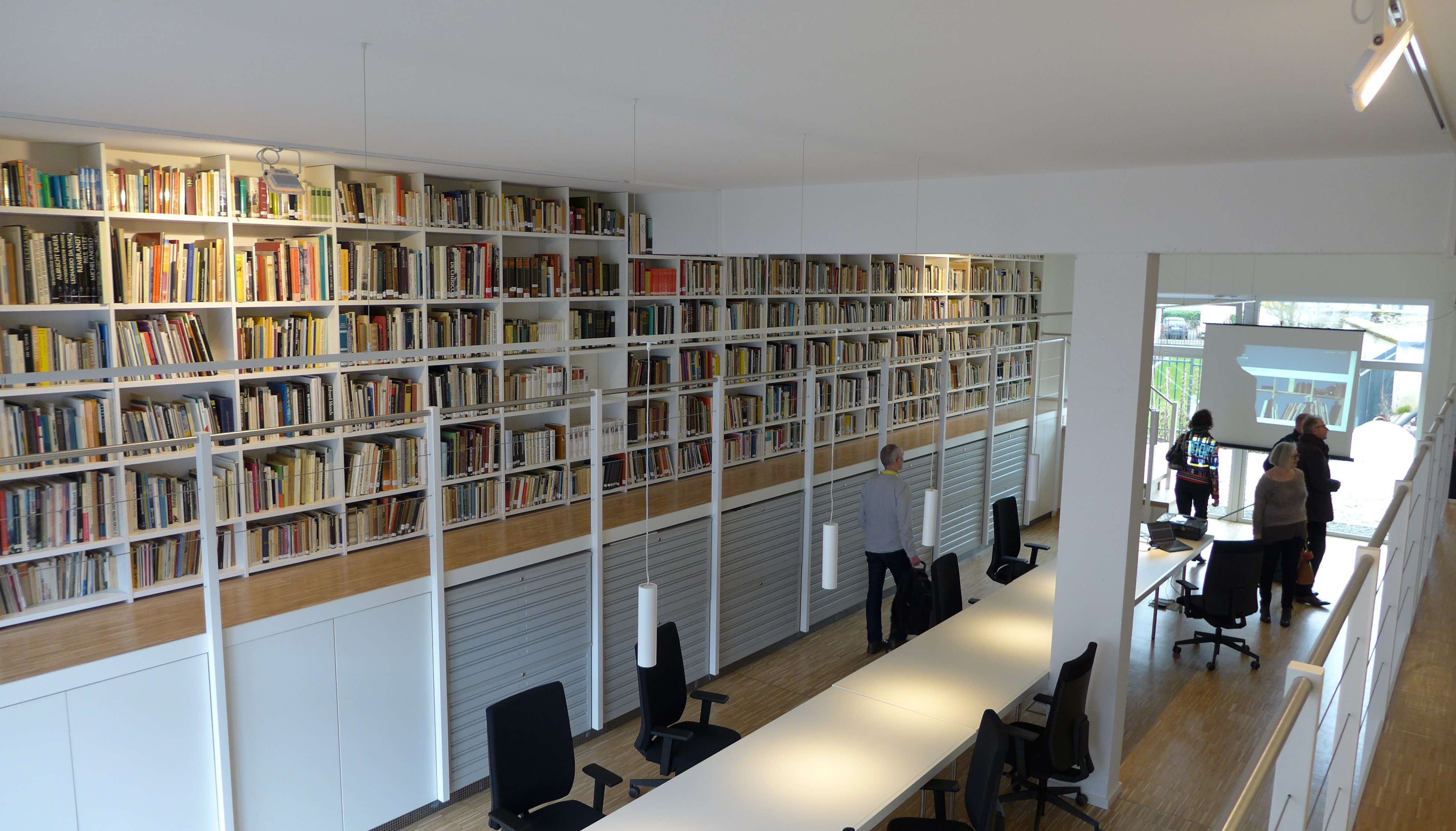
Bibliothek
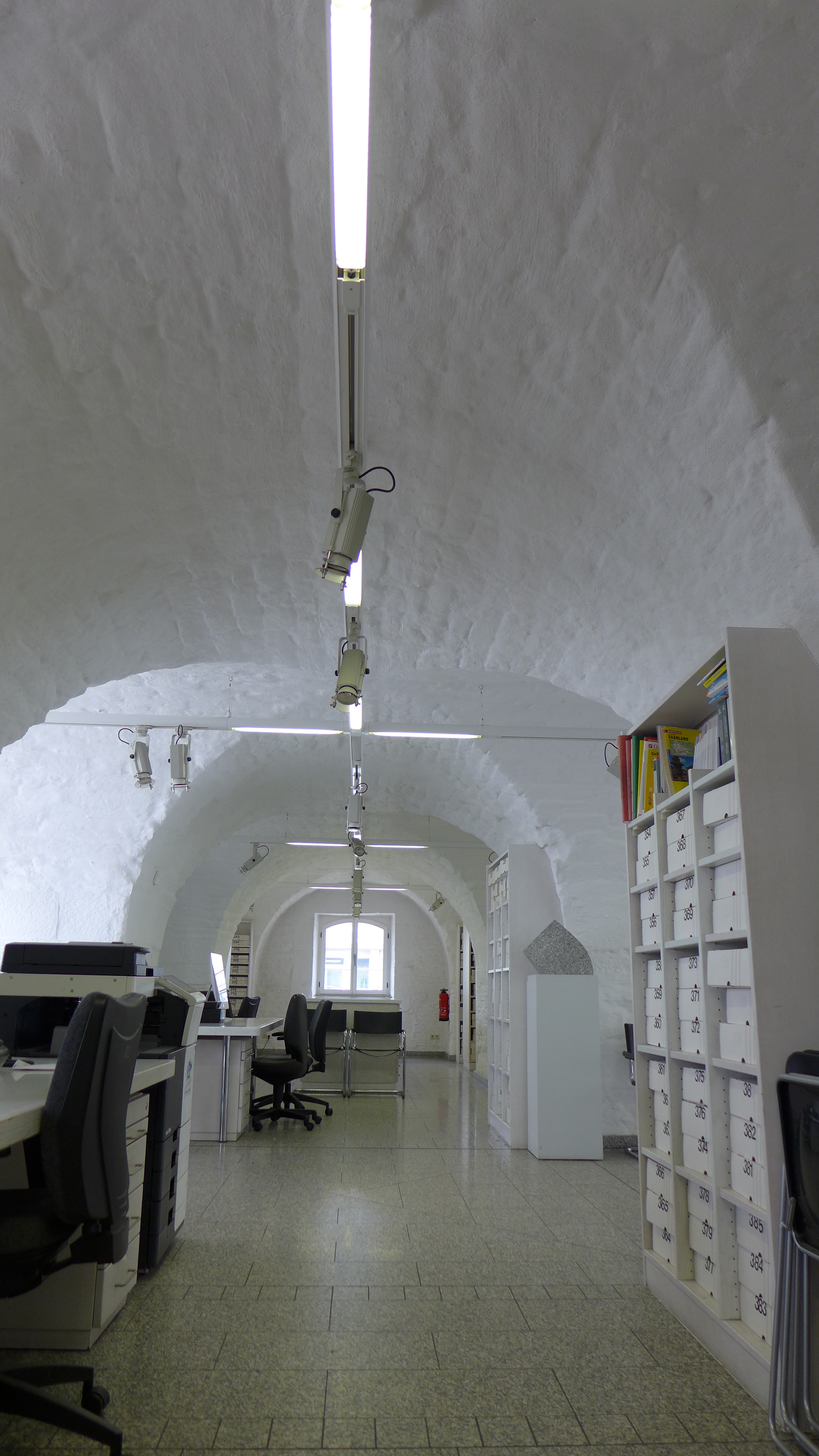
Arbeitsräume im Laboratorium
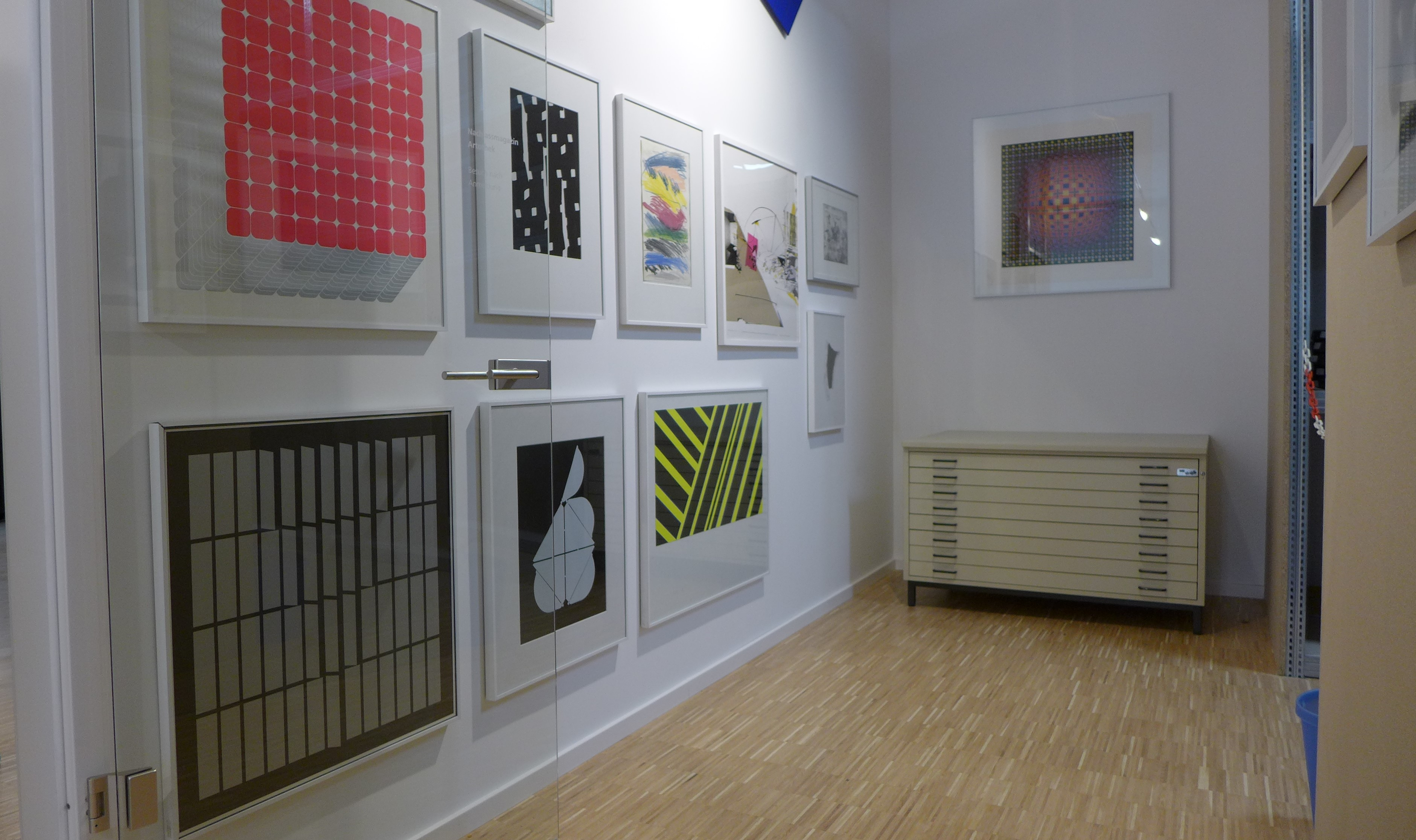
Schaulager
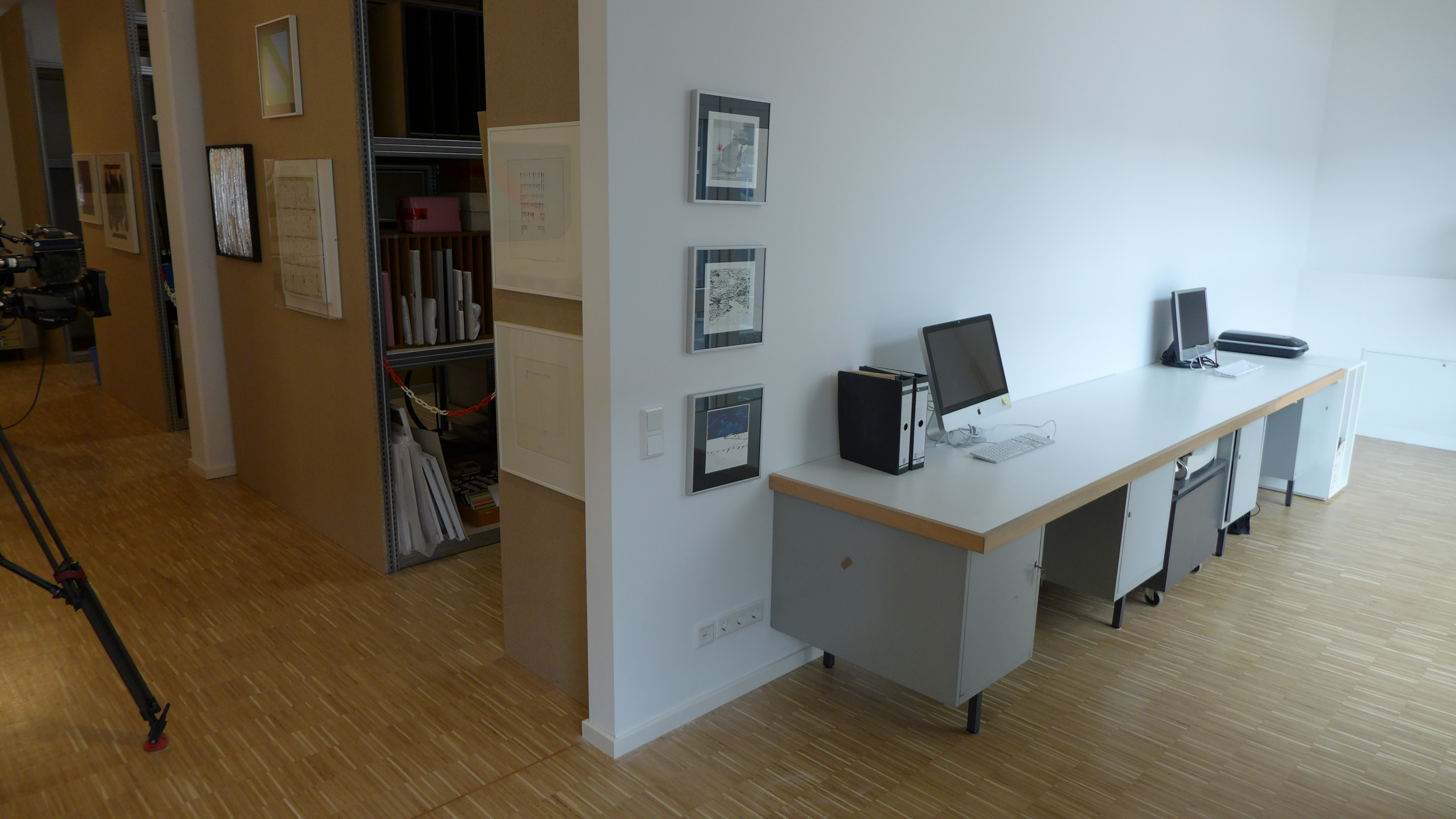
Schaulager
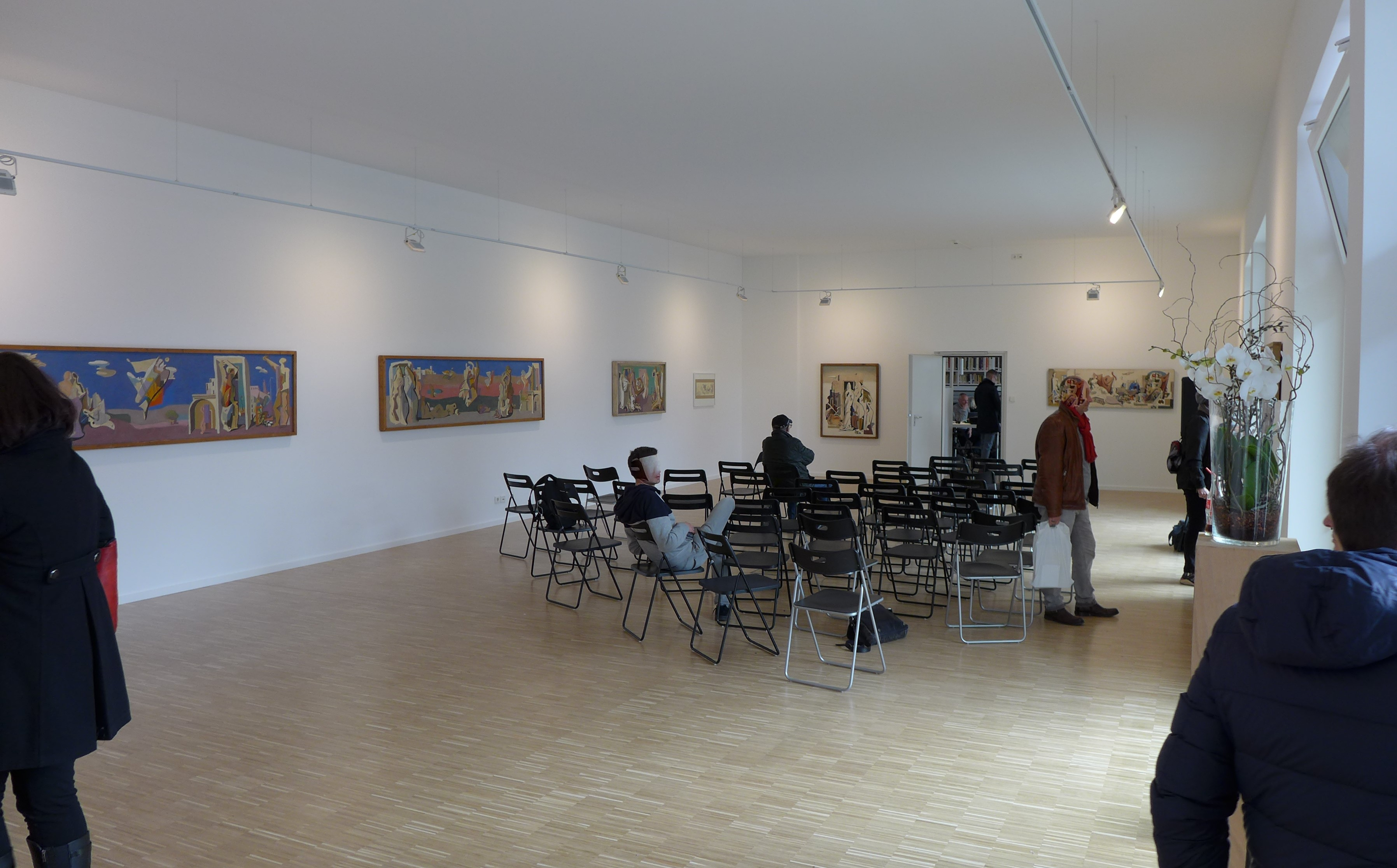
Ausstellungssaal
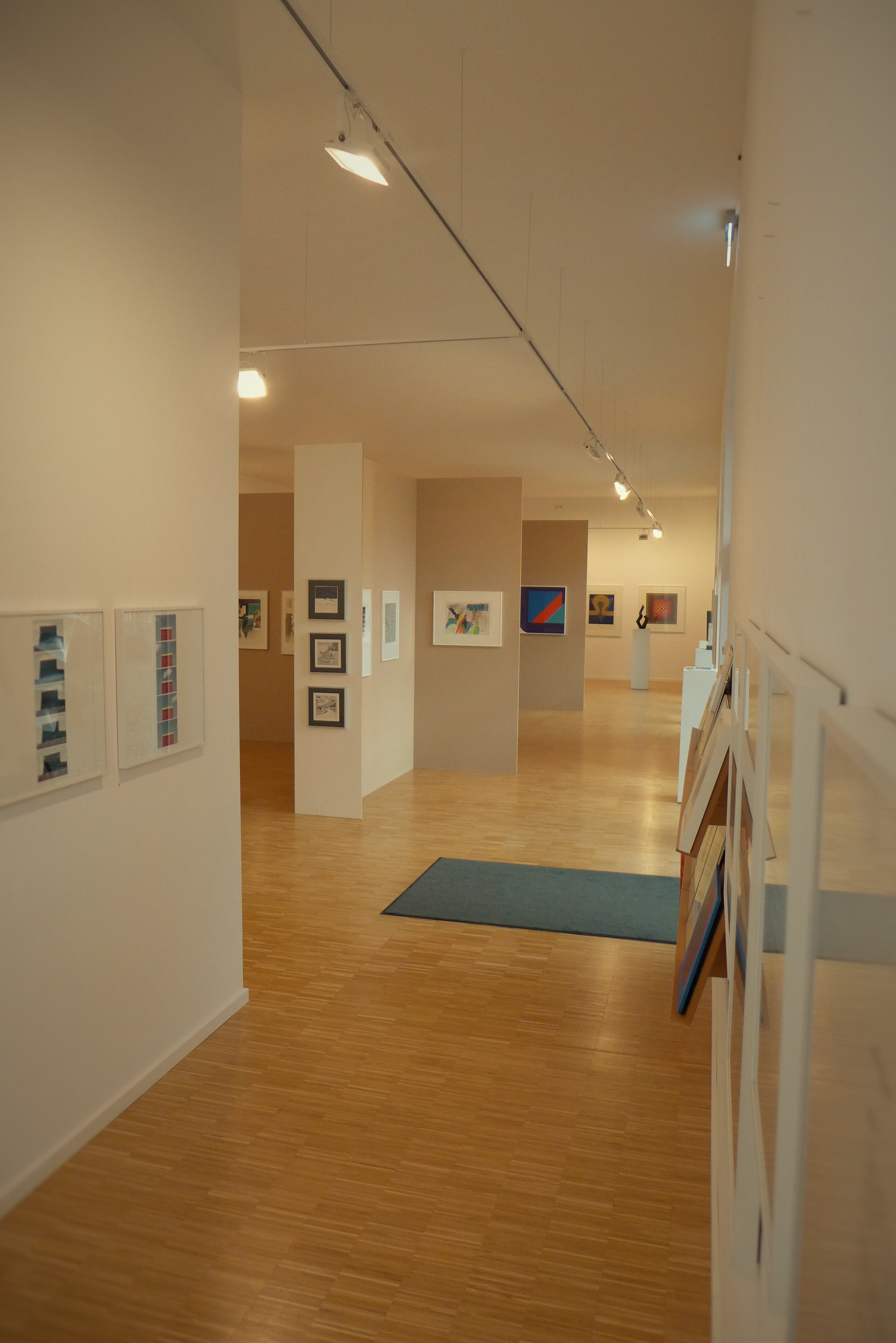
Artothek

## Förderverein
Auf Initiative von Jo Enzweiler und Richard Nospers, dem damaligen Oberbürgermeister der Kreisstadt Saarlouis, wurde im Jahr 1992 durch Vertreter unterschiedlicher Institutionen im Rathaus Saarlouis eine Gesellschaft zur Förderung des Instituts für aktuelle Kunst im Saarland als eingetragener Verein gegründet.

## Kunstlexikon Saar
Das Kunstlexikon Saar ist ein Forschungsprojekt des Instituts für aktuelle Kunst im Saarland an der Hochschule der Bildenden Künste Saar, das seit November 2006 im Internet abrufbar ist. Die Artikel stellen wissenschaftliche Forschungsergebnisse zu den verschiedenen Bereichen der Bildenden Kunst im Saarland zusammen. Das Lexikon soll in Zukunft weiter ausgebaut werden und so die Entwicklung der Kunstgeschichte des Saarlandes dokumentieren und deren weitere Erforschung ermöglichen. In der Anfangsphase lag der Schwerpunkt des Lexikons auf dem Themenbereich, den die Arbeit des Instituts für aktuelle Kunst im Saarland abdeckt. Es werden sowohl Arbeitsresultate, die bereits in Buchform vorliegen, digitalisiert, als auch bisher unveröffentlichte oder neue Ergebnisse hinzugefügt. Neben der Kunst der Gegenwart seit dem Ende des Zweiten Weltkrieges entstand, soll zunehmend auch Kunst, die vor dem Jahr 1945 geschaffen wurde, erforscht und wissenschaftlich dargestellt werden. Ebenso sollen die größeren Kulturräume ihrer Entstehung in die Betrachtung miteinbezogen und die Wechselwirkungen zu den benachbarten Regionen des Saarlandes berücksichtigt werden. Das Kunstlexikon Saar trägt der Besonderheit der historischen, politischen und kulturellen Entwicklung des Saarlandes Rechnung. Die Herausbildung des Saarlandes als eigenständige politische und kulturelle Einheit begann nach dem Ersten Weltkrieg, als die Wirtschaftsregion um den Mittellauf der Saar aus der politischen Einheit des Deutschen Reiches herausgelöst und durch den Völkerbund verwaltet wurde. Im Spannungsfeld zwischen den Nachbarstaaten Frankreich und Deutschland entwickelte sich in den territorialen Grenzen des Saargebietes (1920–1935) eine selbstständige Kunst- und Kulturpflege, deren Fortführung durch die erneute Abtrennung des Saarlandes vom Deutschen Reich bzw. der Bundesrepublik Deutschland nach dem Zweiten Weltkrieg (1945/47–1957/59) im Rahmen des teilautonomen Saarstaates befördert wurde. Im heutigen Bundesland Saarland bleibt diese politisch-kulturelle Entwicklung weiterhin sichtbar und gehört zu den Wesensmerkmalen, die das Land ebenso in der öffentlichen Wahrnehmung innerhalb der Bundesrepublik Deutschland kennzeichnen wie innerhalb derjenigen der europäischen Großregion Saar-Lor-Lux – Rheinland-Pfalz – Wallonie – Französische und Deutschsprachige Gemeinschaft Belgiens.

## Künstlerlexikon Saar
Das Institut für aktuelle Kunst stellt durch das "Künstlerlexikon Saar" Informationen zur Biografie, Werkauswahl sowie zur künstlerischen Einordnung Bildender Künstlern, Architekten und Designer vor. Ebenso wird Literatur zur weiterführenden Themenerforschung angegeben. Bisher wurden aus der Vielzahl der saarländischen Kunstschaffenden für das Lexikon ca. 350 Personen ausgewählt, die in Werk und Lehre die Kunstlandschaft Saar prägten und weiterhin prägen. Das Künstlerlexikon Saar trägt ebenso wie das Kunstlexikon Saar der Besonderheit der kulturellen Entwicklung des Saarlandes Rechnung.

## Bibliothek

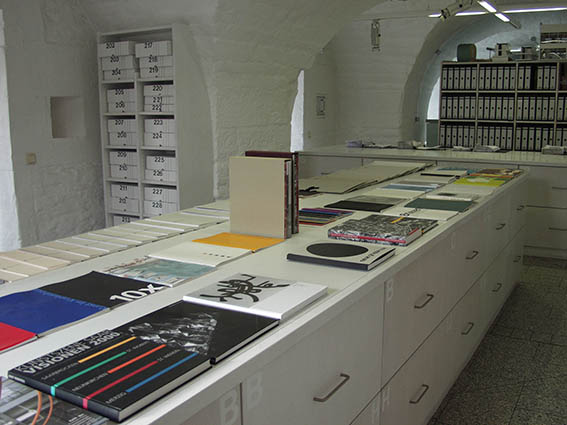
Institut für aktuelle Kunst im Saarland, Laboratoriumsgebäude, Inneres, Katalog-Bibliothek und Archiv

Das Institut für aktuelle Kunst im Saarland verfügt über eine Sammlung von 3000 Kunstbänden, die aus der Bibliothek des Kirchenhistorikers Friedrich Wilhelm Kantzenbach zu den Themen Kunsttheorie, Architektur, Malerei, Plastik sowie Kunsthandwerk von der Antike bis in die Gegenwart und einer Sammlung von 4000 Ausstellungskatalogen und Veröffentlichungen zur Kunst im Saarland besteht. Große Teile des Bibliotheksbestandes befanden sich bis zur Eröffnung des Bibliotheksneubaues hinter dem Laboratorium im März 2017 provisorisch in den Räumlichkeiten des Saarlouiser Kunstmuseums Haus Ludwig.

## Archiv
Das Archiv des Instituts für aktuelle Kunst im Saarland umfasst Informationen über mehr als 3500 Kunstschaffende, 3200 Kunstwerke im öffentlichen Raum sowie über 4000 Ausstellungen. Das Archivmaterial steht zu Forschungszwecken zur Verfügung. Die Informationen werden in Dossiers zusammengefasst, die Kataloge, Texte, Fotos, Compact Discs, Videos, Presseberichte, Einladungen und Plakate enthalten. Die Fotosammlung des Instituts umfasst mehr als 8000 Schwarzweiß- und Farbfotografien, Dias und Digitalfotografien, vorwiegend zur Kunst im öffentlichen Raum. Seit dem Jahr 1993 wurden mehr als 20.000 Zeitungsberichte zu Kunstschaffenden und zum Kunstgeschehen im Saarland archiviert.

## Kunsthöfe

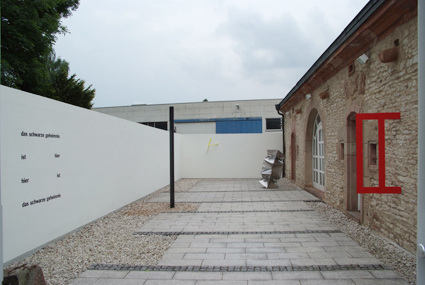
Kunsthof im Eingangsbereich
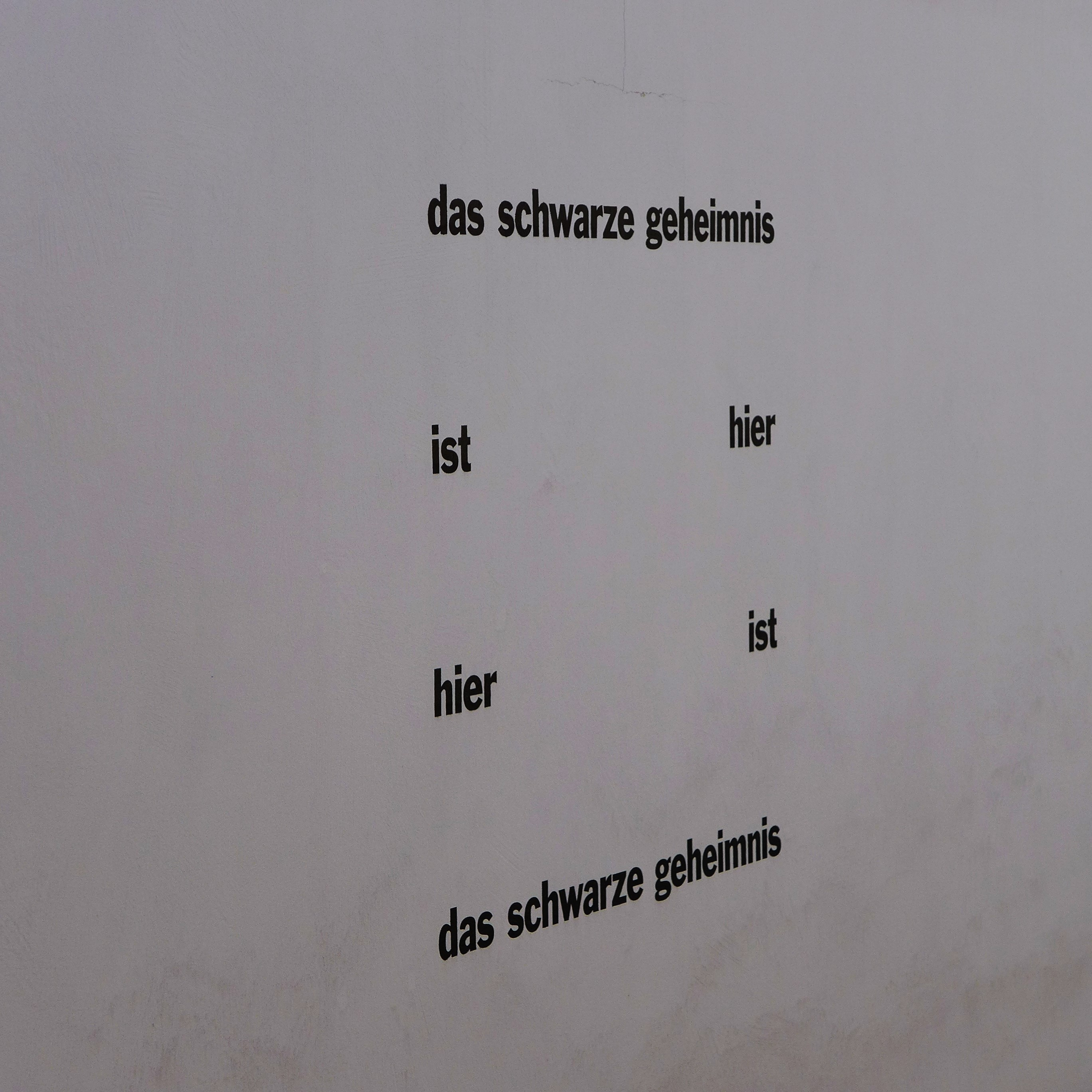
Wandbeschriftung im Kunsthof
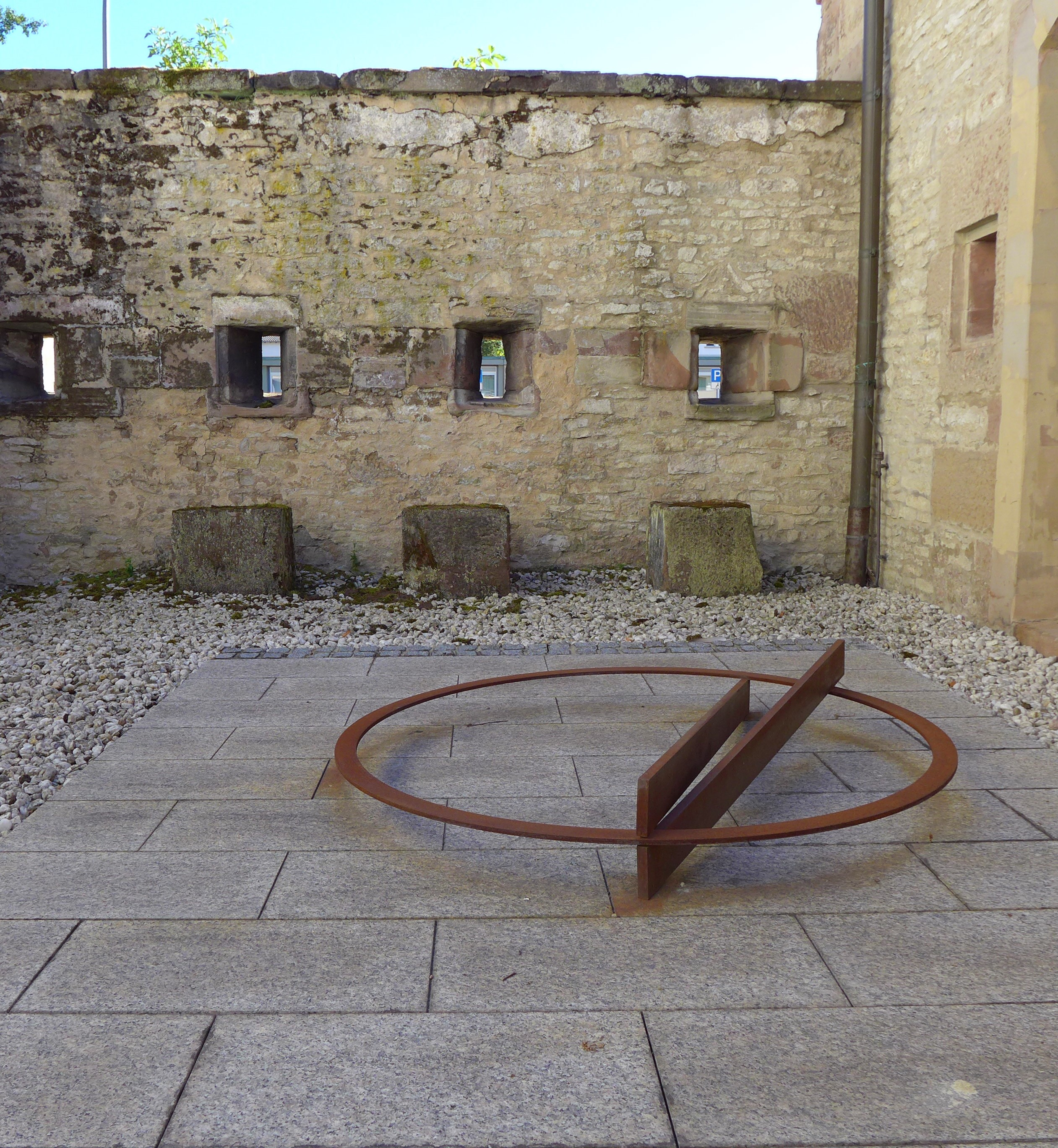
Cortenstahlplastik
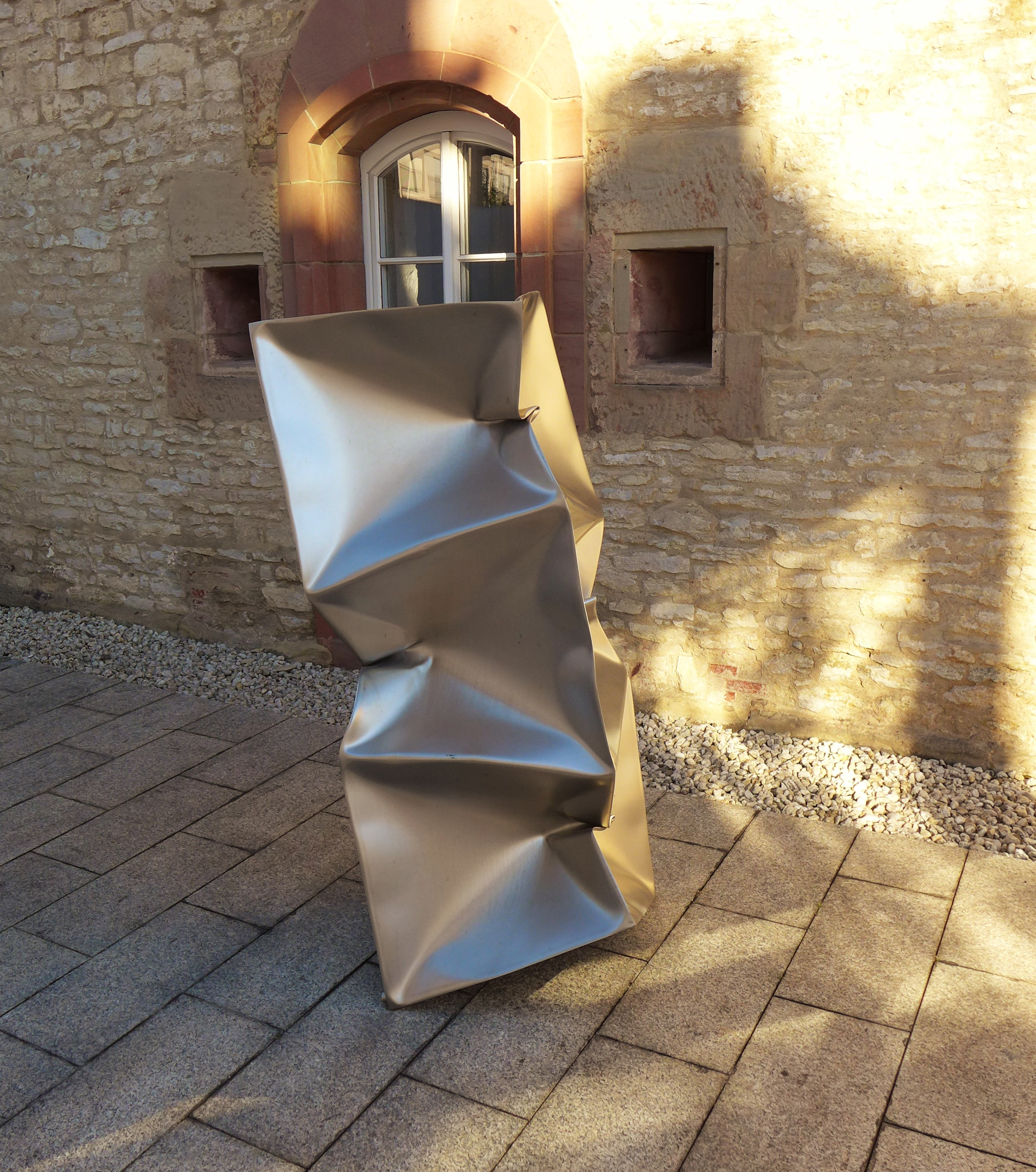
Edelstahlplastik
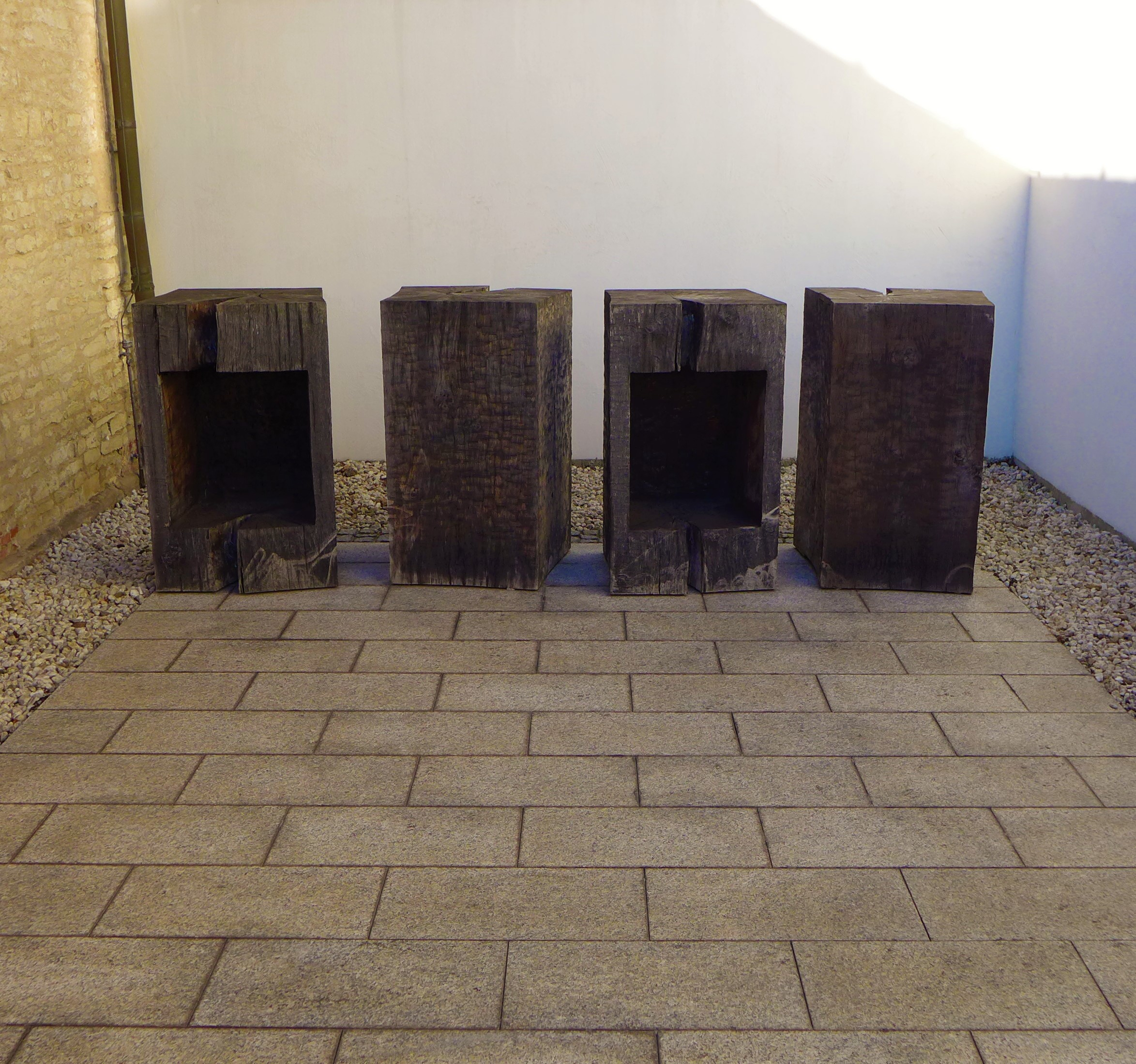
Holzskulpturen
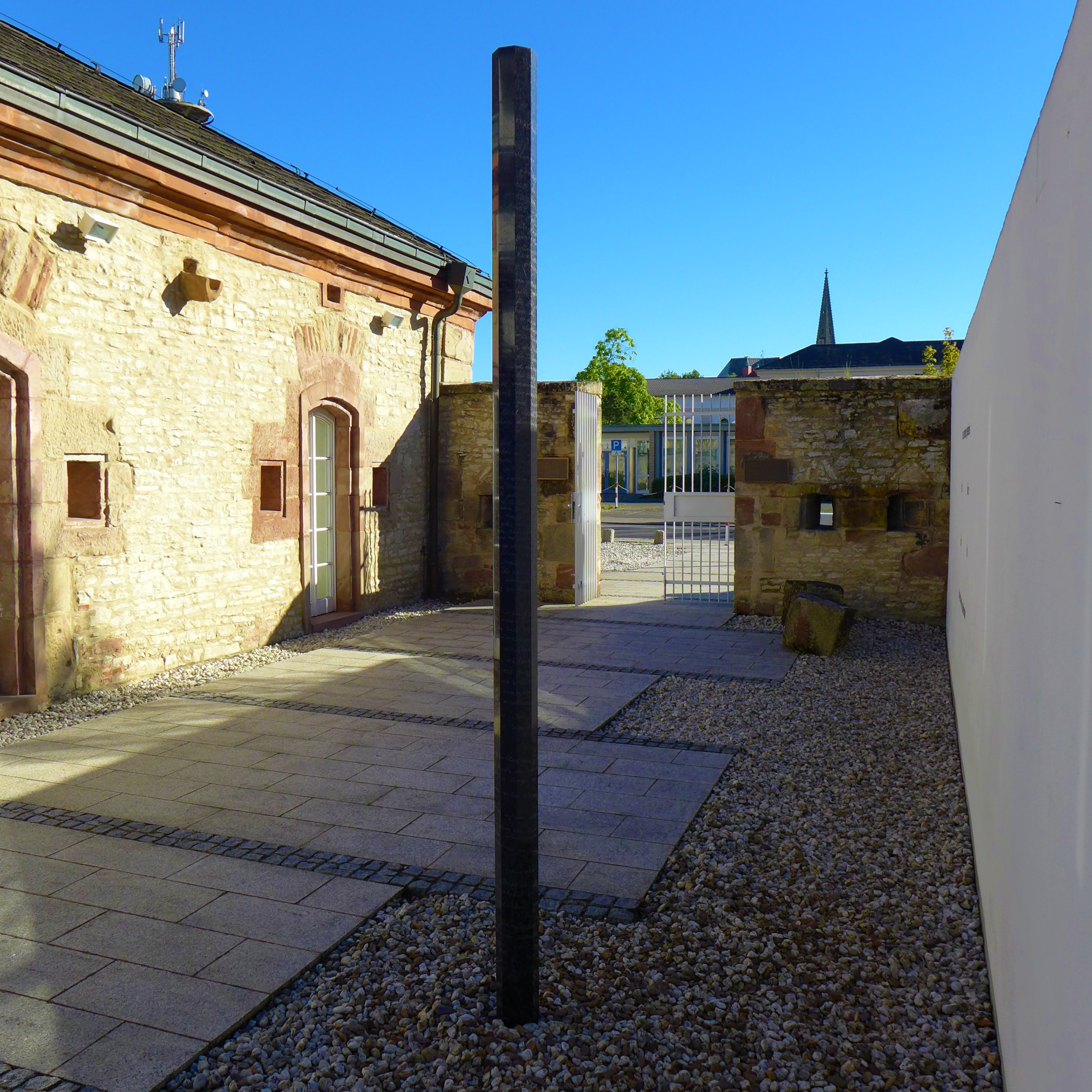
Gravierte Steinstele

Die seitlichen Höfe und der Vorplatz des Laboratoriums werden als Ausstellungsflächen für aktuelle Kunst genutzt. Seit Mai 2010 ist eine Dauerausstellung mit Werken von Eugen Gomringer, Leo Kornbrust, Sigurd Rompza, Ewerdt Hilgemann, Horst Linn, Paul Schneider, Thomas Wojciechowicz, Wolfgang Nestler, Nina Jäger, Jan Meyer-Rogge sowie Jo Enzweiler unter dem Titel "Kunsthöfe im Ravelin I" zu sehen.

## Auszeichnungen
Das Institut für aktuelle Kunst im Saarland wurde am 25. Oktober 2016 mit dem saarländischen Denkmalpflegepreis des Ministeriums für Bildung und Kultur des Saarlandes und der saarländischen Handwerkskammer für seine journalistischen Beiträge ausgezeichnet, insbesondere für seine mit dem Saar-Werkbund erstellte Schrift über den Saarbrücker Pingusson-Bau. Mit dem Preis werden im Dreijahres-Turnus beispielhafte Maßnahmen zum Schutz und zur Pflege saarländischer Denkmäler ausgezeichnet.

## Publikationen (Auswahl)
- Kunst im öffentlichen Raum Saarland, Landkreis Saarlouis, Saarbrücken 2009.
- György Lehoczky, 1901–1979, Architektur, Malerei, Kunst im öffentlichen Raum, Kunst im sakralen Raum, Buchillustration, Saarbrücken 2010.
- Saarlouis – Stadt und Stern / Sarrelouis – Ville et Étoile, Saarbrücken 2011.
- Kunstort Saardom Dillingen/Saar, Saarbrücken 2012.
- Kunst im Landtag des Saarlandes, Saarbrücken 2013.
- Die katholische Pfarrkirche St. Michael in Saarbrücken, Saarbrücken 2013.
- Die ehemalige Französische Botschaft in Saarbrücken von Georges-Henri Pingusson, Saarbrücken 2014.
- Kunstort Rathaus Saarbrücken, Saarbrücken 2015.